# Lista de raças de cavalos franceses
Esta é uma lista de algumas das raças de cavalos consideradas na França como total ou parcialmente de origem francesa. Alguns podem ter histórias complexas ou obscuras, portanto, a inclusão aqui não implica necessariamente que uma raça seja predominante ou exclusivamente francesa.

## Lista
- Ardennais
- Ardennais du Nord
- AQPS
- cavalo Auvergne
- Auxiliar
- cavalo Barraquand
- Boulonnais
- bretão
- cavalo camargue
- castillonnais
- Comtois
- corlais
- cavalo corso
- francês anglo-árabe
- Pônei de Sela Francês
- trotador francês
- Henson
- Landais
- Mérens
- Nivernais
- Norman Cob
- Percheron
- Poitevin
- Pottok
- Selle français
- Trait du Nord
- Cavalo Vercors - ver cavalo Barraquand

## Raças menores, suprimidas ou extintas
- angevino
- anglo-normanda
- Augeron
- Baudet du Poitou
- Berrichon
- bidês
- Bourbonnais
- Bourbourien - ver Boulonnais
- Bourguignon
- cavalo bresse
- Carrossier Normand
- Cauchoix - ver Boulonnais
- Centre-montagne - ver bretão
- charentais
- charolês
- cavalo cotentin
- Demi-sang du Centre
- cavalo Dombes
- cavalo limusine
- Mareyeur - ver Boulonnais
- cavalo Morvan
- cavalo navarrin
- Petit Boulonnais - ver Boulonnais
- Postier Breton - ver bretão
- Tarbésan
- Traço bretão - ver bretão
- Trait de la Loire
- Trait de Saône-et-Loire
- Trait du Maine
- Traço Picard - ver Boulonnais
- Vendéia